# Vila Nova de Poiares
Vila Nova de Poiares ('vilɐ 'nɔvɐ dɨ poi'aɾɨʃ) è un comune portoghese di 7 061 abitanti situato nel distretto di Coimbra.

## Società

### Evoluzione demografica
| Popolazione di Vila Nova de Poiares (1849 – 2004) | Popolazione di Vila Nova de Poiares (1849 – 2004) | Popolazione di Vila Nova de Poiares (1849 – 2004) | Popolazione di Vila Nova de Poiares (1849 – 2004) | Popolazione di Vila Nova de Poiares (1849 – 2004) | Popolazione di Vila Nova de Poiares (1849 – 2004) | Popolazione di Vila Nova de Poiares (1849 – 2004) | Popolazione di Vila Nova de Poiares (1849 – 2004) | Popolazione di Vila Nova de Poiares (1849 – 2004) |
| ------------------------------------------------- | ------------------------------------------------- | ------------------------------------------------- | ------------------------------------------------- | ------------------------------------------------- | ------------------------------------------------- | ------------------------------------------------- | ------------------------------------------------- | ------------------------------------------------- |
| 1849                                              | 1900                                              | 1930                                              | 1960                                              | 1981                                              | 1991                                              | 2001                                              | 2004                                              |                                                   |
| 6848                                              | 7900                                              | 7763                                              | 7518                                              | 6649                                              | 6161                                              | 7061                                              | 7291                                              |                                                   |

## Freguesias
- Arrifana
- Lavegadas
- Poiares (Sto. André)
- São Miguel de Poiares